# Frahelž
Frahelž (en allemand : Frahelsch) est une commune du district de Jindřichův Hradec, dans la région de Bohême-du-Sud, en République tchèque. Sa population s'élevait à 152 habitants en 2020.

## Géographie
Frahelž se trouve à 4 km au nord du centre de Lomnice nad Lužnicí, à 21 km à l'ouest de Jindřichův Hradec, à 25 km à l'est-nord-est de České Budějovice et à 109 km au sud-sud-est de Prague.
| - OpenStreetMap Limite communale. |

La commune est limitée par Ponědraž au nord-ouest, par Val au nord-est et par Lomnice nad Lužnicí au sud-est, au sud et au sud-ouest.

## Histoire
La première mention écrite du village date de 1549.